# Alice Merryweather
Alice Merryweather (ur. 5 października 1996 w Hingham) – amerykańska narciarka alpejska, złota medalistka mistrzostw świata juniorów.

## Kariera
Po raz pierwszy na arenie międzynarodowej pojawiła się 16 listopada 2011 roku w Vail, gdzie w zawodach FIS Race zajęła 27. miejsce w gigancie. W 2014 roku wystartowała na mistrzostwach świata juniorów w Jasnej, gdzie jej najlepszym wynikiem był 31. miejsce w superkombinacji. Jeszcze trzykrotnie startowała na imprezach tego cyklu, największy sukces osiągając podczas mistrzostw świata juniorów w Åre w 2017 roku, gdzie zwyciężyła w zjeździe.
W zawodach Pucharu Świata zadebiutowała 9 stycznia 2016 roku w Altenmarkt im Pongau, gdzie nie zakwalifikowała się do zjazdu. Pierwsze pucharowe punkty zdobyła 15 marca 2017 roku w Aspen, zajmując 19. miejsce w tej samej konkurencji.

## Osiągnięcia

### Mistrzostwa świata juniorów
| Miejsce | Dzień     | Rok  | Miejscowość | Konkurencja     | Czas biegu | Strata | Zwyciężczyni        |
| ------- | --------- | ---- | ----------- | --------------- | ---------- | ------ | ------------------- |
| DNF1    | 28 lutego | 2014 | Jasná       | Slalom          | 1:36,09    | -      | Petra Vlhová        |
| 37.     | 3 marca   | 2014 | Jasná       | Supergigant     | 1:14,71    | +2,52  | Corinne Suter       |
| 31.     | 3 marca   | 2014 | Jasná       | Superkombinacja | 2:11,34    | +5,24  | Elisabeth Kappauer  |
| 36.     | 5 marca   | 2014 | Jasná       | Zjazd           | 1:24,19    | +3,82  | Corinne Suter       |
| 37.     | 10 marca  | 2015 | Hafjell     | Supergigant     | 1:23,81    | +3,03  | Federica Sosio      |
| 37.     | 10 marca  | 2015 | Hafjell     | Superkombinacja | 2:08,54    | +7,30  | Rahel Kopp          |
| 30.     | 10 marca  | 2015 | Hafjell     | Zjazd           | 1:32,58    | +2,90  | Mina Fürst Holtmann |
| DNF     | 27 lutego | 2016 | Soczi       | Zjazd           | 1:13,95    | -      | Valérie Grenier     |
| 18.     | 29 lutego | 2016 | Soczi       | Supergigant     | 1:10,48    | +2,30  | Nina Ortlieb        |
| DNF1    | 1 marca   | 2016 | Soczi       | Superkombinacja | 1:59,32    | -      | Aline Danioth       |
| 29.     | 2 marca   | 2016 | Soczi       | Gigant          | 2:12,39    | +10,27 | Jasmina Suter       |
| 1.      | 8 marca   | 2017 | Åre         | Zjazd           | 1:25,27    | -      | -                   |
| DNF     | 9 marca   | 2017 | Åre         | Supergigant     | 1:15,10    | -      | Nadine Fest         |
| 24.     | 10 marca  | 2017 | Åre         | Superkombinacja | 2:09,05    | +5,80  | Nadine Fest         |

### Puchar Świata

#### Miejsca w klasyfikacji generalnej
- sezon 2016/2017: -
- sezon 2017/2018:

#### Miejsca na podium w zawodach
Merryweather nie stawała na podium zawodów PŚ.